# 詹姆斯·麦迪逊奖
詹姆斯·麦迪逊奖（英語：James Madison Award），是一個由美国图书馆协会所颁发在1986年設立的獎項，每年在美國前總統詹姆斯·麦迪逊的紀念日頒獎。其主要頒獎予一些追求人民擁有和促进公众获取政府信息的權利的人們，並且希望以此喚醒人們了解其擁有了解國家信息的權利，避免國家利用公權力限制人們獲取知識的渠道或方向。